# Polizeipräsidium

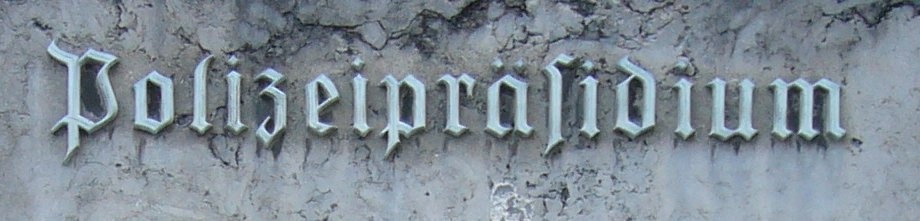
Schriftzug am Münchner Polizeipräsidium

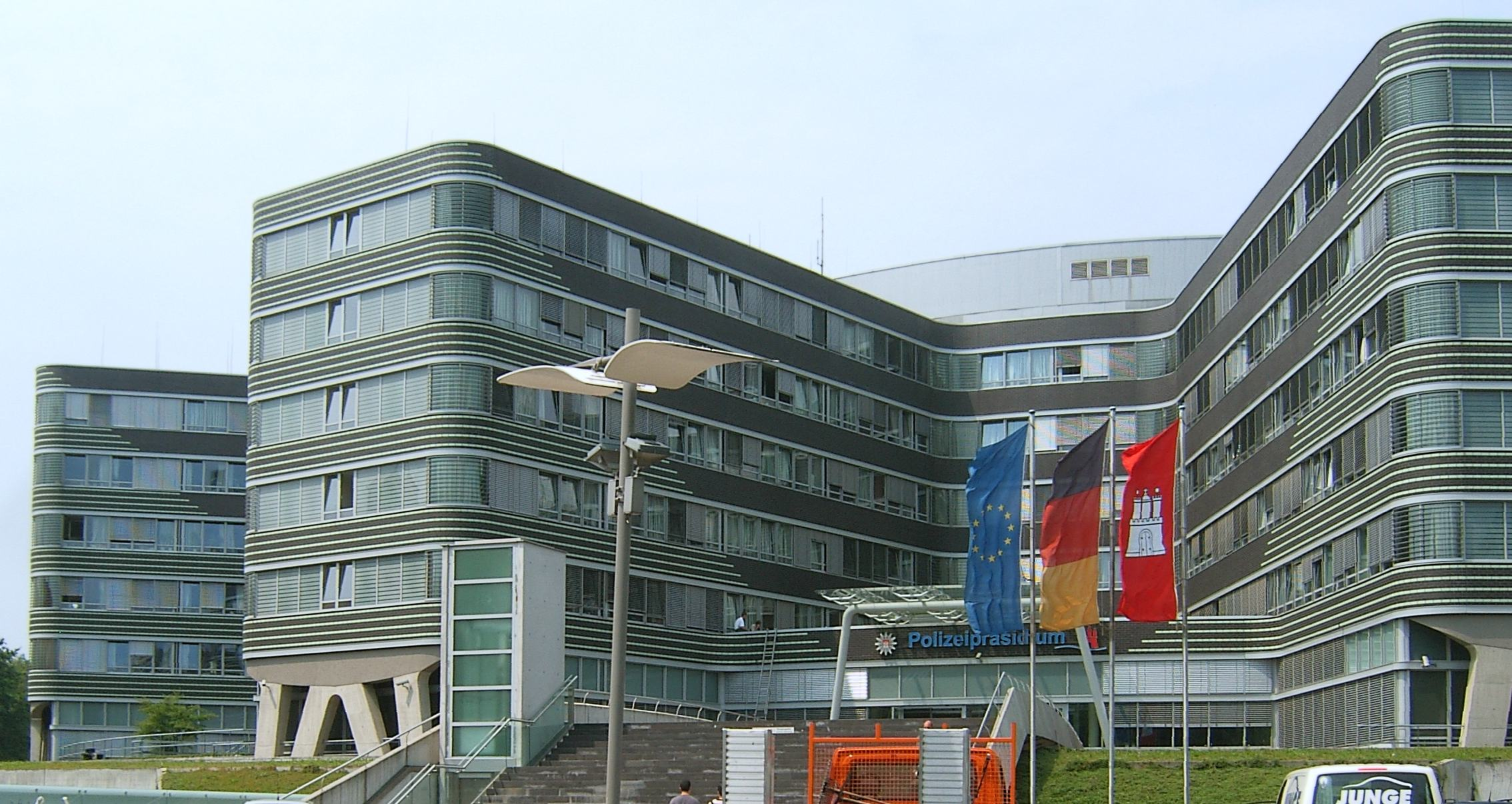
Polizei Hamburg, Polizeipräsidium

Ein Polizeipräsidium (PP) ist in Deutschland eine staatliche Polizeibehörde mit Lenkungs- und Leitungsfunktion für verschiedene Großverbände innerhalb der Landespolizeien. In den meisten Ländern gibt es zusätzlich auch Polizeipräsidien für die Bereitschaftspolizei.
Leiter ist jeweils der Polizeipräsident, stellvertretender Leiter der Polizeivizepräsident oder ein anderer Beamter des höheren Dienstes.
In der Hierarchie ist das Polizeipräsidium oft direkt dem zuständigen Landesministerium, in der Regel dem Innenministerium (in Hamburg und Saarland: Präses, in Berlin und Bremen: Senator für Inneres) untergeordnet.

## Baden-Württemberg
Polizeipräsidien sind jeweils mit der Zuständigkeit für mehrere Landkreise eingerichtet. Regionale Polizeipräsidien der Polizei in Baden-Württemberg gibt es in Aalen, Freiburg im Breisgau, Heilbronn, Karlsruhe, Konstanz, Ludwigsburg, Mannheim, Offenburg, Pforzheim, Ravensburg, Reutlingen, Stuttgart und Ulm.
Die regionalen Polizeipräsidien umfassen organisatorisch eine Leitungsebene sowie die Direktion Polizeireviere, die Kriminalpolizeidirektion und die Verkehrspolizeidirektion. Zum Leitungsbereich zählen neben dem Polizeipräsidenten die Stabsstellen (Öffentlichkeitsarbeit; Strategisches Controlling und Qualitätsmanagement), der Führungs- und Einsatzstab, das Referat Prävention sowie die Verwaltung mit den Referaten Recht und Datenschutz, Finanzen und Personal.
Der Direktion Polizeireviere werden eine Führungsgruppe, die Polizeireviere, die Polizeihundeführerstaffel(n) (mit ggf. dislozierten Standorten), der Arbeitsbereich Gewerbe / Umwelt und bedarfsabhängig der Objektschutz zugeordnet. Optional können die Polizeipräsidien eine zentrale Gewahrsamseinrichtung und Einsatzeinheiten bilden.
Die Struktur der Kriminalpolizei gewährleistet die Wahrnehmung aller kriminalpolizeilichen Aufgaben bei den künftigen Kriminalpolizeidirektionen der regionalen Polizeipräsidien unter Berücksichtigung der Aufgaben der bisherigen Ermittlungsdezernate der Landespolizeidirektionen, sofern keine Zuständigkeit des Landeskriminalamtes nach § 11 DVO PolG vorliegt. Die Kriminalpolizei wird mit acht verrichtungszentralisierten Kriminalinspektionen (K 1 bis 8) sowie objektzentralisierten Kriminalkommissariaten in der Fläche eingerichtet. Auf eine Dezernierung soll weitgehend verzichtet werden.
Bei den zukünftigen Verkehrspolizeidirektionen werden spezialisierte verkehrspolizeiliche Aufgaben in der Fläche und auf Bundesautobahnen gebündelt. So werden der Verkehrspolizeidirektion neben der Führungsgruppe Verkehrsüberwachungsgruppen, Verkehrsunfallaufnahmegruppen, Dienstgruppen Autobahnpolizei, Verkehrskommissariate, Autobahnpolizeireviere sowie bedarfsabhängig die BAB-Fahndung nachgeordnet. An dislozierten Standorten, an denen mehrere verkehrspolizeiliche Aufgaben wahrzunehmen sind, werden Verkehrskommissariate (landesweit insgesamt 14) eingerichtet.
Ergänzend ist das Polizeipräsidium Einsatz mit landesweiter Zuständigkeit eingerichtet. Dieses folgt dem Organisationsaufbau des regionalen Polizeipräsidiums und wird lediglich um das „Trainings- und Kompetenzzentrum Polizeihundeführer“ ergänzt, das dem Führungs- und Einsatzstab zugeordnet ist. Für die Organisationsstrukturen der Bereitschaftspolizeidirektionen Bruchsal und Göppingen ist eine Führungsgruppe, eine Einsatzabteilung mit jeweils einer Beweissicherungs- und Festnahmeeinheit und dislozierten Einheiten (Südbaden und Bodenseeregion), zwei Einsatzabteilungen mit jeweils einer Beweissicherungs- und Festnahmeeinheit, eine Reiterstaffel (Mannheim und Stuttgart) sowie eine technische Einsatzeinheit vorgesehen. Der Direktion Spezialeinheiten werden eine Führungsgruppe, das Spezialeinsatzkommando, die Mobilen Einsatzkommandos, das Technikzentrum Spezialeinheiten und die Personenschutzkommandos (Stuttgart und Karlsruhe) in der Organisationseinheit Personenschutz nachgeordnet. Die Polizeihubschrauberstaffel gliedert sich in eine Führungsgruppe, das Qualitätsmanagement Polizeihubschrauber, Einsatz / Flugbetrieb mit Außenstelle Söllingen sowie in die Organisationseinheit „Fliegerische Aus- und Fortbildung“. Der Wasserschutzpolizeidirektion sind eine Führungsgruppe und die Wasserschutzpolizeistationen nachgeordnet.
Ebenfalls mit landesweiter Zuständigkeit ist das Präsidium Technik, Logistik, Service der Polizei eingerichtet. Es wird aufbauorganisatorisch in einen Stab (mit integrierten Stabsstellen Öffentlichkeitsarbeit, Controlling, Qualitätsmanagement, Innenrevision/Korruptionsprävention) sowie in fünf Abteilungen gegliedert, denen jeweils eine Abteilungskoordination sowie verschiedene Referate nachgeordnet sind. Das Landespolizeiorchester ist dem Führungsstab zugeordnet. Das Präsidium Technik, Logistik und Service der Polizei übernimmt die Aufgaben der bisherigen Referate 66 der Landespolizeidirektionen, die Aufgaben der Abteilung 2 des Landeskriminalamtes, die Koordination des BOS-Digitalfunks, das Fuhrparkmanagement sowie die Aufgaben/Koordination der klassischen Polizeitechnik.

## Bayern
Die Präsidien in Bayern sind Oberbehörden für Polizeiinspektionen und angegliederte Organisationseinheiten. Die ehemaligen Polizeidirektionen sind nach einer Neuorganisation der Bayerischen Polizei in den Jahren 2007 bis 2009 aufgelöst und die Aufgaben auf die Polizeipräsidien und -inspektionen verteilt worden. Davor bestand in Oberbayern (ohne München), Schwaben und Ostbayern (Niederbayern und Oberpfalz) jeweils nur ein Polizeipräsidium.
Bei der Bayerischen Polizei gibt es folgende Polizeipräsidien:
- das Präsidium der Bayerischen Bereitschaftspolizei (BBPol) in Bamberg
- das PP Unterfranken in Würzburg
- das PP Niederbayern in Straubing
- das PP Oberpfalz in Regensburg
- das PP Mittelfranken in Nürnberg
- das PP Oberfranken in Bayreuth
- das PP Schwaben-Nord in Augsburg
- das PP Schwaben-Süd/West in Kempten (Allgäu)
- das PP Oberbayern-Nord in Ingolstadt
- das PP Oberbayern-Süd in Rosenheim
- das PP München.

## Berlin
In Berlin trug die Polizei bis April 2021 die aus dem 19. Jahrhundert stammende Bezeichnung Der Polizeipräsident in Berlin, seit 2. April 2021 trägt sie den Namen Polizei Berlin mit einer Polizeipräsidentin als oberste Führungskraft. Mit der aktuell noch laufenden Organisationsreform stellt sich die Behörde künftig neu auf:
- Landespolizeidirektionen mit fünf örtlichen und zwei überörtlichen Direktionen
- Direktion Zentraler Service
- Landeskriminalamt
- Polizeiakademie

## Brandenburg
Ab dem 1. Januar 2011 verfügt das Land Brandenburg über ein Polizeipräsidium mit Sitz in Potsdam, in dem die bis Ende 2010 bestehenden Präsidien Frankfurt/Oder und Potsdam sowie das Landeskriminalamt und die Landeseinsatzeinheit (LESE) aufgegangen sind.
Unterhalb der Ebene des Polizeipräsidiums, das eine Landesoberbehörde im Sinne des Landesorganisationsgesetzes des Landes Brandenburg ist, wurden vier Polizeidirektionen gebildet:
- Neuruppin
- Frankfurt (Oder)
- Cottbus
- Brandenburg an der Havel

## Hessen
In Hessen gibt es sieben Polizeipräsidien und 3 zentrale Präsidien, die dem Landespolizeipräsidium unterstellt sind. Das Landespolizeipräsidium wiederum ist direkt als Abteilung im Innenministerium angesiedelt.
Folgende Polizeipräsidien gibt es:
- Nordhessen (Dienstsitz: Kassel)
- Osthessen (Dienstsitz: Fulda)
- Mittelhessen (Dienstsitz: Gießen)
- Westhessen (Dienstsitz: Wiesbaden)
- Südhessen (Dienstsitz: Darmstadt)
- Frankfurt am Main (Dienstsitz: Frankfurt am Main)
- Südosthessen (Dienstsitz: Offenbach am Main)

Daneben existieren nachfolgende Präsidien mit zentraler Zuständigkeit:
- Hessisches Polizeipräsidium für Technik (Dienstsitz: Wiesbaden)
- Hessisches Polizeipräsidium Einsatz (Dienstsitz: Wiesbaden)

sowie
- Hessisches Landeskriminalamt (Dienstsitz: Wiesbaden)

## Mecklenburg-Vorpommern
Bei der Polizei Mecklenburg-Vorpommern gibt es zwei Polizeipräsidien, das Polizeipräsidium Rostock und das Polizeipräsidium Neubrandenburg.
Dem Polizeipräsidium Rostock unterstehen die Polizeiinspektionen:
- Güstrow
- Ludwigslust
- Rostock
- Schwerin
- Wismar

Dem Polizeipräsidium Neubrandenburg unterstehen die Polizeiinspektionen:
- Anklam
- Neubrandenburg
- Stralsund

## Niedersachsen
In Niedersachsen gibt es lediglich ein Landespolizeipräsidium als funktionale Organisationseinheit (Abteilung 2 des Niedersächsischen Ministeriums für Inneres und Sport). Die nachgeordneten Landesoberbehörden sind die Polizeidirektion Braunschweig, Göttingen, Hannover, Lüneburg, Oldenburg und Osnabrück sowie die Zentrale Polizeidirektion Niedersachsen und das Landeskriminalamt Niedersachsen.

## Nordrhein-Westfalen
Polizeipräsidien bestehen in Nordrhein-Westfalen in den kreisfreien Städten, teilweise mit erweitertem Zuständigkeitsbereich, während für die Landkreise die Landräte als Kreispolizeibehörden zuständig sind – Ausnahme bildet hier das Polizeipräsidium Recklinghausen. Die Aufsicht hat das Innenministerium.

## Rheinland-Pfalz

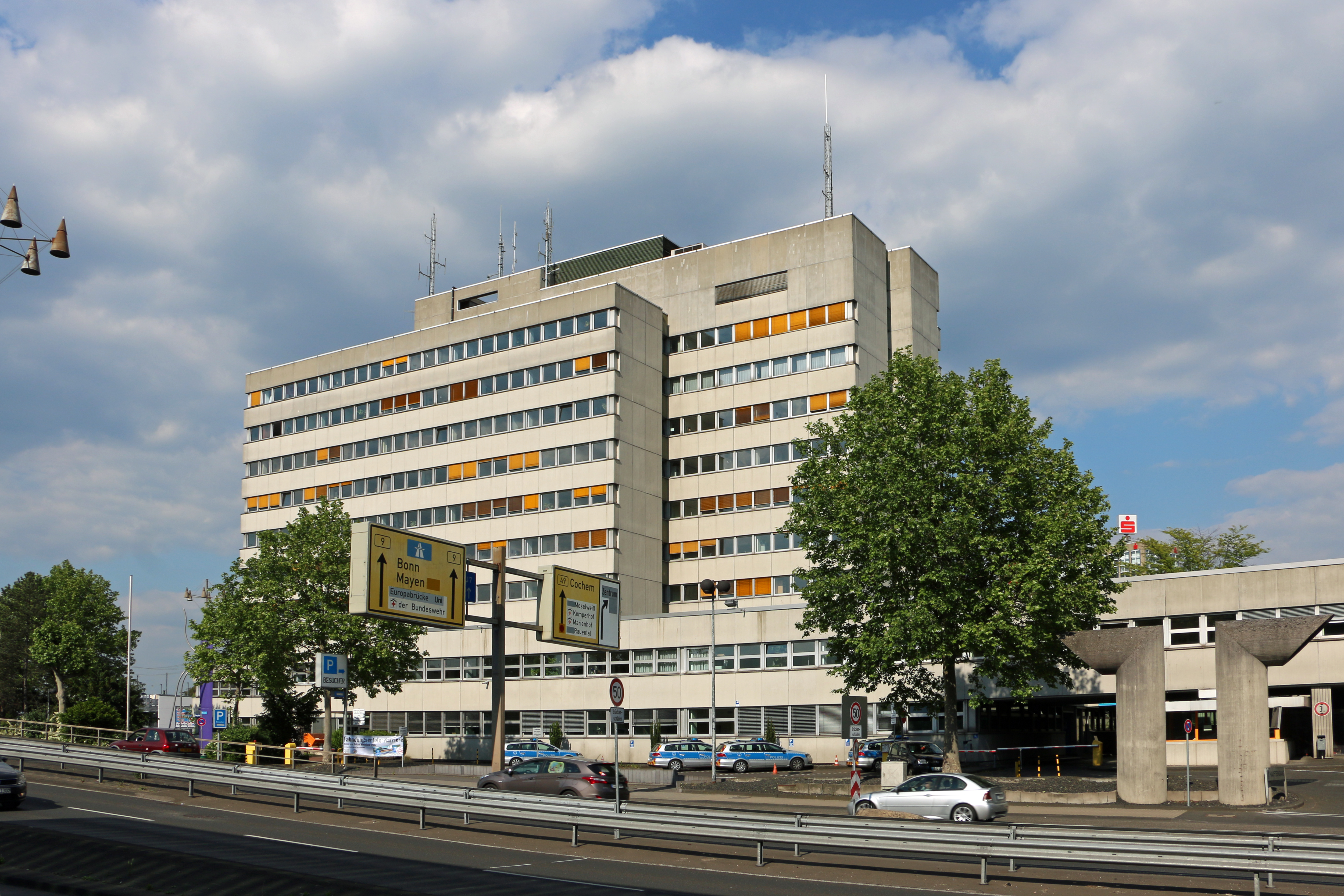
Polizeipräsidium Koblenz

In Rheinland-Pfalz sind alle Polizeibehörden Oberbehörden.
Die Polizeipräsidien mit jeweils regionaler Zuständigkeit in der Fläche gliedern sich operativ in
- Polizeidirektionen mit Polizeiinspektionen und Kriminalinspektionen,
- die Kriminaldirektion mit Zentraler und Regionaler Kriminalinspektion und
- die Verkehrsdirektion.

Die Polizei unterhält die Polizeipräsidien in der Fläche
- Mainz
- Koblenz
- Trier
- Rheinpfalz in Ludwigshafen am Rhein
- Westpfalz in Kaiserslautern

Sie unterhält darüber hinaus mit zentraler Zuständigkeit
- das Landeskriminalamt (LKA),
- das Polizeipräsidium Einsatz, Logistik und Technik (PP ELT) und
- die Hochschule der Polizei (HdP).

## Saarland
Der Polizeibezirk (PB) bildet im Saarland das Äquivalent zum Polizeipräsidium.

## Sachsen
Durch Änderung der Polizeiorganisationsverordnung 2004 wurden die bis dahin bestehenden drei Polizeipräsidien Chemnitz, Dresden und Leipzig abgeschafft und ihre Aufgaben auf die Polizeidirektionen übertragen. Das Bereitschaftspolizeipräsidium blieb jedoch bestehen.